# Unione Sportiva Itala San Marco 2008-2009
Questa pagina raccoglie le informazioni riguardanti l'Unione Sportiva Itala San Marco  nelle competizioni ufficiali della stagione 2008-2009.

## Rosa
| N. |                   | Ruolo | Calciatore          |
| -- | ----------------- | ----- | ------------------- |
|    | Italia (bandiera) | P     | Enrico Bon          |
|    | Italia (bandiera) | C     | Ivan Buonocunto     |
|    | Italia (bandiera) | C     | Alen Carli          |
|    | Italia (bandiera) | D     | Lorenzo Colavetta   |
|    | Italia (bandiera) | D     | Matteo Conchione    |
|    | Italia (bandiera) | A     | Fabio Cristofoli    |
|    | Italia (bandiera) | C     | Gabriele Fabris     |
|    | Italia (bandiera) | C     | Alessandro Furlan   |
|    | Italia (bandiera) | C     | Giovanni Furlanetto |
|    | Italia (bandiera) | D     | Olsen Gallinelli    |
|    | Italia (bandiera) | D     | Michele Lestani     |
|    | Italia (bandiera) | P     | Sergio Marcon       |

| N. |                    | Ruolo | Calciatore                 |
| -- | ------------------ | ----- | -------------------------- |
|    | Italia (bandiera)  | C     | Alessandro Moras           |
|    | Brasile (bandiera) | A     | Neto Pereira               |
|    | Italia (bandiera)  | A     | Andrea Peron               |
|    | Italia (bandiera)  | A     | Fabrizio Petris            |
|    | Italia (bandiera)  | C     | Alessandro Piovesan        |
|    | Italia (bandiera)  | D     | Luca Piscopo               |
|    | Italia (bandiera)  | C     | Daniele Rocco              |
|    | Italia (bandiera)  | A     | Da Silva Aparecido Rodrigo |
|    | Italia (bandiera)  | A     | Marco Roveretto            |
|    | Italia (bandiera)  | A     | Luca Salgher               |
|    | Italia (bandiera)  | D     | Dario Teso                 |
|    | Italia (bandiera)  | D     | Daniele Visintin           |